# Le Pouliguen
Le Pouliguen (bretonsko Ar Poulgwenn) je letoviško naselje in občina v francoskem departmaju Loire-Atlantique regije Loire. Leta 2012 je naselje imelo 4.810 prebivalcev.

## Geografija
Kraj leži v pokrajini Bretaniji na polotoku Croisic ob Atlantskem oceanu, 15 km zahodno od Saint-Nazaira. Severno od kraja se nahajajo soline Guérande.

## Uprava
Občina Le Pouliguen skupaj s sosednjimi občinami Batz-sur-Mer, La Baule-Escoublac, Le Croisic, Pornichet in Saint-André-des-Eaux sestavlja kanton Baule-Escoublac; slednji se nahaja v okrožju Saint-Nazaire.

## Zanimivosti
- Pristanišče
- Sv. Nikolaj
- Chapelle de Penchâteau
- Korriganova jama

- neogotska cerkev sv. Nikolaja iz druge polovice 19. stoletja,
- gotska kapela sv. Ane in Julijana iz 15. stoletja, francoski zgodovinski spomenik od leta 1925; v neposredni bližini stoji izklesan križ iz 15. in 16. stoletja, Croix de Penchâteau, zgodovinski spomenik od leta 1944,
- železniška postaja Gare du Pouliguen iz leta 1879,
- mestna hiša Hôtel de Ville de Brecean iz druge polovice 19. stoletja,
- pristanišče s promenado, plaže na obali Côte d'Amour
- prazgodovinska utrdba oppidum Penchâteau, francoski zgodovinski spomenik od leta 1979 (obzidje), 1996 (tabor),
- Korriganova jama (Grotte des Korrigans).

## Pobratena mesta
- Kisslegg (Baden-Württemberg, Nemčija),
- Llantwit Major / Llanilltud Fawr (Wales, Združeno kraljestvo),